# Стаєн (стадіон)
«Стаєн» (фр. «Stayen») — футбольний стадіон у місті Сінт-Трейден, Бельгія, домашня арена ФК «Сінт-Трейден».

## Історія
Стадіон відкритий 1927 року місцевим цукровим заводом, який був власником ФК «Сінт-Трейден». Клуб з часу відкриття приймає на арені домашні матчі. У 1944 році стадіон був повністю зруйнований під час авіаудару. У 1949 році, після завершення Другої світової війни, стадіон був відбудований і далі продовжив приймати матчі бельгійського чемпіонату. Було побудовано трибуну під дахом на 600 місць. Протягом 1952—1953 років було добудовано трибуну, однак кількість сидячих місць не збільшилася. Тоді ж було впорядковано душові кабіни та роздягальні. 
У 1957—1958 роках «Сінт-Трейден» дебютував у вищому дивізіоні, тому відвідуваність матчів команди значно зросла передусім за рахунок гостьового сектора. Особливо гострою проблема розширення стадіону стала у ході сезону 1965—1966 років, коли клуб зайняв друге місце в лізі, але стадіон не був спроможний прийняти навіть всіх вболівальників «Андерлехта». Для прийому цієї команди потрібно було не менше 20 000 місць на трибунах. Тому під тиском Бельгійської футбольної асоціації керівництво «Сінт-Трейдена» було змушене наприкінці 1970-х років розпочати капітальну реконструкцію та розширення стадіону «Стаєн». Незважаючи на те, що із сезону 1981—1982 років клуб покинув вищий дивізіон, модернізацію арени не було зупинено. У ході реконструкції, яку було завершено у 1983 році, було встановлено нове освітлення з більш потужними ліхтарями, добудовано нові глядацькі трибуни, в результаті чого було встановлено місткість 20 000 глядачів. 1987 року «Сінт-Трейден» повернувся до вищого дивізіону, а стадіон у 1988 році було знову реконструйовано згідно з новими вимогами ліги. Потужність знижено до 16 000 місць з міркувань безпеки. У 1989 році на полі було замінене трав'яне покриття на імпортоване з Нідерландів. 1990 року було побудовано ще одну нову трибуну, а за два роки облаштовано два блоки «бізнес-місць». У 2001 році побудовано комплекс позаду головної трибуни, який включає прес-центр та кафе. У 2003 році найстарішу трибуну, яка приймала ще перші матчі у вищому дивізіоні, було замінено на нову місткістю 5 000 місць, що значно зменшило місткість стадіону. У 2008 році було побудовано цілу галерею стадіонної інфраструктури із прямим виходом до вулиці, до яких ввійшли бенкетна зала, фітнес-зала та офіси клубу і стадіону, а також інші підтрибунні приміщення. Поблизу стадіону побудовано готель, де зазвичай зупиняються гостьові команди. У 2009 році подібну галерею побудовано з протилежного боку стадіону. У 2011 році на полі стадіону встановлено цілком штучний газон із системою підігріву поля, що забезпечує комфортні умови гри для гравців під час зимового сезону. 2014 року було встановлено потужність арени 14 600 глядачів.